# Gare de Tarja
La gare de Tarja est une gare ferroviaire algérienne située sur le territoire de la commune de Souk Ahras, dans la wilaya de Souk Ahras.

## Situation ferroviaire
La gare est située dans l'Est de la commune de Souk Ahras, sur la ligne de Souk Ahras à la frontière tunisienne. Elle est précédée de la gare de Souk Ahras et suivie de celle de Sidi Bader.

## Service des voyageurs

### Desserte
La gare de Tarja est desservie par les trains régionaux de la liaison Souk Ahras - Sidi El Hemissi.